# Veias metatarsianas plantares
As veias metatarsianas plantares são veias do pé.